# Kjell Varvin
Kjell Varvin (* 19. August 1939 in Bærum bei Oslo, Norwegen) ist ein Mixed-Media- und Installationskünstler und einer der ersten norwegischer Konzeptkünstler seiner Generation.

## Leben
Ab 1958 besuchte Kjell Varvin die Norwegische Akademie für Kunsthandwerk und Kunstindustrie in Oslo und setzte sein Studium anschließend an der École nationale supérieure des beaux-arts de Paris, der Academia Bellas Artes de Sevilla, der Academia Bellas in Porto und der Escuela de Artes y Oficios de Barcelona fort. Es folgten Studienreisen durch Europa, Nordafrika, Zentral- und Nordamerika sowie Asien.
Der vielseitige Künstler hat an zahlreichen Ausstellungen u. a. im Northern Norway Art Museum, im Vigeland-Museum und an überregionale Biennalen teilgenommen.
Er ist mit der deutschen Malerin Susanne Kathlen Mader verheiratet.

## Werk
Seit Ende der 1950er Jahre produziert Kjell Varvin Zeichnungen, Drucke, Gemälde, Skulpturen und multimediale Installationen. Er verwendet geometrische Formen ohne symbolische Bezüge. Kjell Varvin steht mit seinem abstrakten Stil in der Tradition der Konstruktivisten. Formal erinnert vor allem das Frühwerk an Bauhaus, De Stijl und die russische Avantgarde der 1920er Jahre, allen voran El Lissitzky.
In den Jahren 1977 und 1981 realisierte Kjell Varvin Wandzeichnungen im Auftrag von dem US-amerikanischen Minimalisten Sol LeWitt. Seine lineare Raumzeichnungen können als Reminiszenz an den Konzeptkünstler aus Connecticut betrachtet werden, wobei er an Stelle einer schriftlichen Anleitung seinem Instinkt folgt und Unvorhersehbares zulässt.
Seitdem er 1993 in Bergen ein Kunst am Bau Projekt gewonnen hat, realisiert Varvin Stahlskulpturen in verschiedenen Größen und Ausführungen. Die Skulpturen fungieren sowohl autonom als auch in unterschiedlichen Konstellationen als Bestandteile von Installationen. Der Künstler verarbeitet Fundstücke und Industriematerialien wie Aluminiumplatten, Kunststoffrohre, bearbeiteten Marmor oder Draht und kombiniert sie mit eigenen Werken.

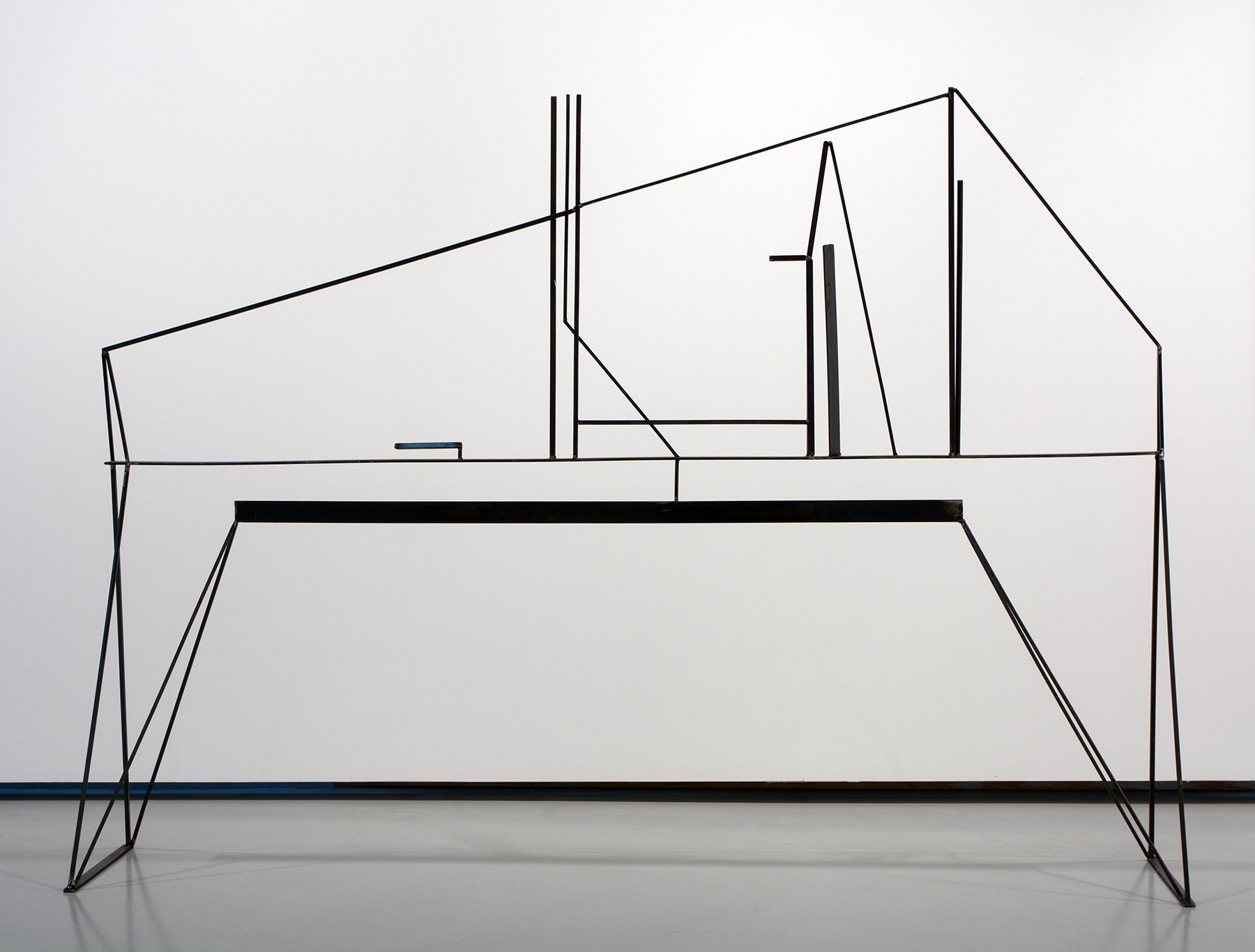
Kjell Varvin, O’Hoy, 1995.

Ab den 1990er Jahren experimentiert Varvin auch mit digitalen Medien und Bildbearbeitungsprogrammen. Improvisation und Experimentierfreude kennzeichnet die Arbeitsweise des Jazz-begeisterten Künstlers. In seinem Atelier in Høvik entstehen täglich neue Installationen, die nur für einen begrenzten Zeitraum existieren, bevor sie fotografiert und als Dateien archiviert werden. Vergängliche Installationen sind auch fester Bestandteil seiner Ausstellungen.

## Ausstellungen (Auswahl)
- 2008: Geometry As Image, Robert Miller Gallery, New York
- 2009: Valse Wand exhibition, Voorkamer
- 2009: Ausstellung N 6, Tabakmagazin, Friedrichstal
- 2010: Norwegian Drawing Biennial, Moss
- 2011: MOMENTUM 6 Biennial, Moss
- 2011: Norwegian Sculpture Biennial, Vigeland-Museum, Oslo
- 2014: P/ART, Phoenixhalle, Hamburg-Harburg
- 2014: Queen’s Gambit, Northern Norway Art Museum, Tromsö
- 2015: Young Pioneers, Kunsthall Oslo
- 2015: Corner Pieces, Vigeland-Museum, Oslo
- 2015: Festivalexhibit, Gallery Nordnorge, Harstad
- 2016: Free Geometry, Northern Norway Art Museum, Tromsö
- 2017: Free Geometry/Unstable Variables, Kunstnernes Hus, Oslo
- 2019: Jazz Procedure at the Jazz Festival, MR Kunstsenter, Molde